# Crassula cymbiformis
Crassula cymbiformis (Toelken, 1985) è una pianta succulenta appartenente alla famiglia delle Crassulaceae, endemica delle Province Settentrionali, in Sudafrica.
L'epiteto specifico cymbiformis deriva dal latino cymba, ossia barca, e formis, a forma di, con riferimento alle foglie della pianta.

## Descrizione

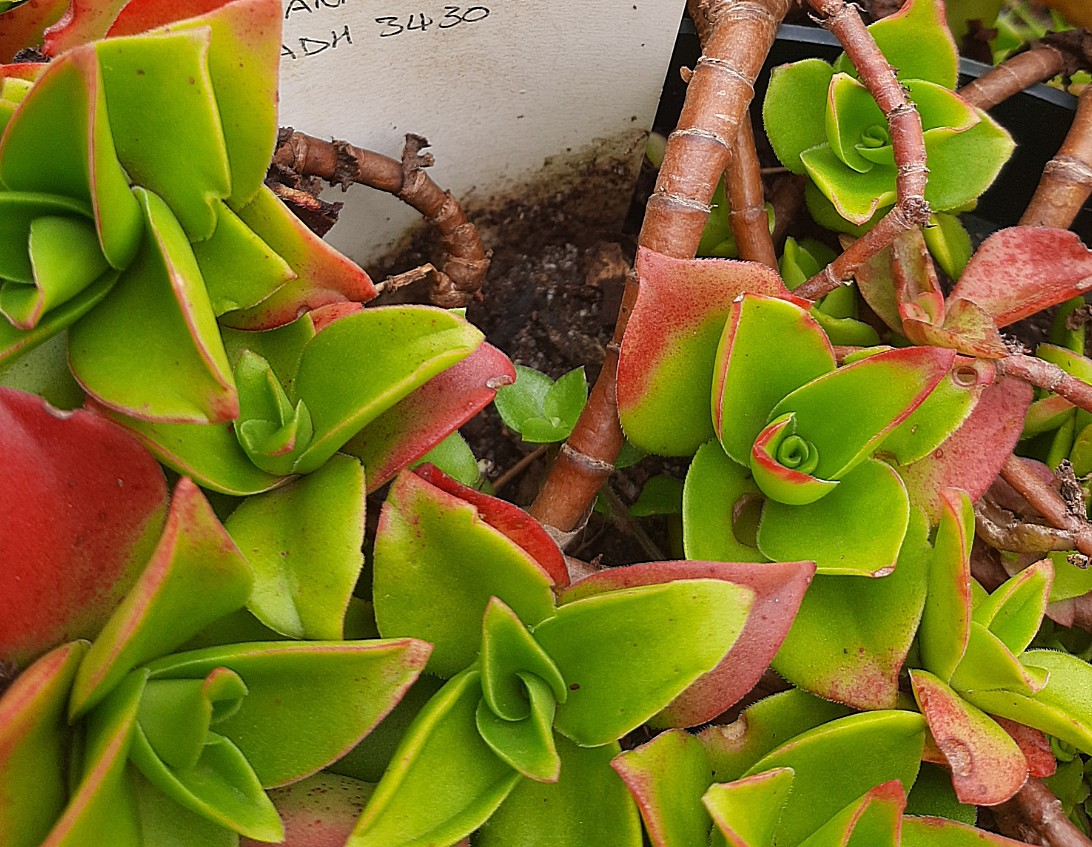
Foglie di C. cymbiformis.

C. cymbiformis è una pianta perenne a portamento arbustivo che può raggiungere i 20 centimetri d'altezza e formata da spessi steli ascendenti, moderatamente ramificati,
Le foglie carnose, disposte a coppie e decidue con l'età, misurano 1,5-9,5 cm in lunghezza per 1,5-3,2 cm in larghezza, hanno forma da oblunga ad oblungo-lanceolata, estremità da acute ad acuminate e base auricolata. Hanno un profilo appiattito e cimbiforme, superfici glabre, e presentano alcune ciglia irregolari in posizione marginale. Sono di colore verde, frequentemente con delle sfumature rossastre.
Le infiorescenze a tirso si sviluppano durante la stagione autunnale in posizione terminale e, benché irregolarmente ramificate, hanno una sommità più o meno appiattita. Sono sorrette da un peduncolo glabro che presenta alcune coppie di brattee dall'aspetto simile alle foglie stesse, di dimensioni decrescenti verso l'alto.
I fiori, uniti alla pianta attraverso dei pedicelli lunghi 3-6 millimetri, hanno il calice formato da sepali carnosi, lunghi circa 1 mm, dalla forma triangolare ed estremità da ottuse ad arrotondate. Questi hanno dei margini dentati e sono generalmente di colore verde, con diffuse sfumature rossastre. La corolla invece, di forma tubolare e colore bianco, è composta da petali, lunghi 2,5–4 mm e fusi basalmente per i primi 0,5 mm, dalla forma da lanceolata ad ellittica e le estremità acute e ricurve. Gli stami presentano delle antere di colore da marrone a nero.

## Distribuzione e habitat
C. cymbiformis è una specie nota per una sola popolazione, un endemismo nella provincia sudafricana di Limpopo. Nello specifico la si può trovare sul Massiccio del Waterberg, nell'omonimo distretto, nei pressi del Passo di Rankin.
È quindi una specie autoctona dell'ecoregione nota come Bushveld, nella quale cresce su terreni poco profondi, trasportati dal vento, o direttamente in anfratti o crepe tra gli affioramenti rocciosi dell'area. Si tratta di una pianta estremamente rara, anche se il suo areale è, fortunatamente, incluso in alcune riserve naturali, oltre che nel Parco nazionale Marakele.